# Reintegração de posse na USP em 2011

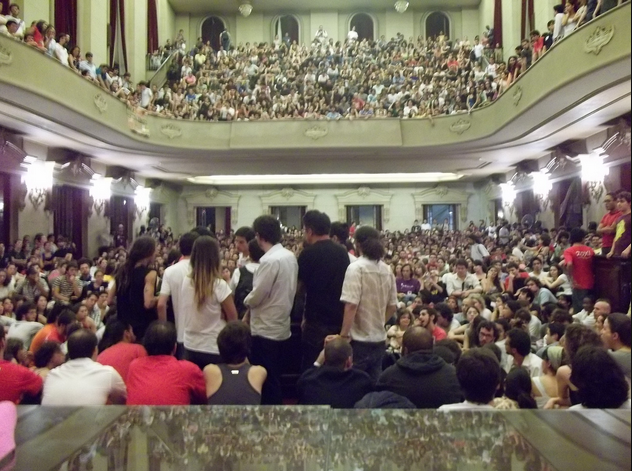
Reunida na Faculdade de Direito do Largo São Francisco, uma Assembleia dos Estudantes vota por manutenção de greve estudantil após reintegração de posse na antiga Reitoria da Universidade de São Paulo.

A reintegração de posse do prédio da Reitoria da Universidade de São Paulo foi um incidente político ocorrido na madrugada do dia 8 de novembro de 2011. Na ocasião, o principal prédio administrativo da USP, invadido por estudantes havia seis dias, foi desocupado através da ação de mais de 400 policiais da Polícia Militar de São Paulo.
Em termos gerais, os ocupantes contestavam o convênio entre a universidade e a Secretaria de Segurança Pública de São Paulo, assinado na esteira do assassinato do estudante Felipe Ramos de Paiva no estacionamento da Faculdade de Economia, Administração e Contabilidade. No entanto, o estopim para a crise foi um confronto entre  policiais e alunos, ocorrido em 27 de outubro de 2011, quando três estudantes foram detidos pela PM, por uso de maconha, dentro de um carro, no estacionamento do prédio de História e Geografia da Faculdade de Filosofia, Letras e Ciências Humanas, o que levou à ocupação do prédio da administração da faculdade e, após a liberação desse último, à invasão da Reitoria.
Além da detenção de 73 pessoas, a principal consequência da reintegração de posse foi a convocação de uma greve estudantil, e cujas principais reivindicações consistiam no fim do convênio entre a universidade e a Secretaria de Segurança Pública, a saída da Polícia Militar do campus, a discussão de um plano de segurança alternativo para a USP, a renúncia do reitor João Grandino Rodas, e a não punição administrativa dos estudantes envolvidos na ocupação. Por conta do movimento grevista, foram adiadas as eleições para a diretoria do Diretório Central dos Estudantes. A mobilização estudantil terminou no início de 2012, sem obter conquistas em nenhuma de suas demandas.

## Antecedentes
Os estudantes da universidade já haviam realizado greves em 2002, 2007 e 2009. Em todas elas exigiu-se maior democracia nas decisões administrativas da Reitoria da USP, vista como pouco transparente, eleita por um colegiado restrito e sob forte influência do governador de São Paulo. A insatisfação estudantil com a gestão da universidade se acentuou no início de 2010, com a chegada do antigo diretor da Faculdade de Direito, João Grandino Rodas, ao cargo de reitor. Além de ter ficado em segundo lugar na lista tríplice, Rodas era visto por setores do Movimentos Estudantil como tendo um histórico autoritário e simpático a um maior aprofundamento das relações da Universidade com bancos e entidades privadas.

### A presença da Polícia Militar nocampus
A Polícia Militar sempre teve liberdade para entrar e realizar rondas no campus Butantã da Universidade de São Paulo. No início de 2009, entretanto, ainda durante a gestão da reitora Suely Vilela, sua ação foi além do policiamento ordinário ao utilizar bombas de gás e balas de borracha contra alunos, professores e funcionários em greve. Mesmo com Rodas tendo declarado que a ação policial convocada por sua antecessora havia sido legítima, a situação parecia se apaziguar com a posse do novo reitor, na medida em que ele buscou, junto às instâncias burocráticas da universidade, retirar de si o poder de convocar efetivo policial para dentro do campus.
A relação entre a universidade e os órgãos de Segurança Pública viria a mudar devido ao assassinato do estudante Felipe Ramos de Paiva, aluno de Ciências Atuariais, morto em 18 de maio de 2011 com um tiro na cabeça no estacionamento da Faculdade de Economia, Administração e Contabilidade. No dia seguinte à tragédia, o Centro Acadêmico Visconde de Cairu, representante dos alunos da faculdade, decidiu convocar protestos pela ampliação da segurança na USP e, posteriormente, pelo estabelecimento de bases policiais no campus. Influenciado pela situação, o Conselho Gestor do Campus da Capital reuniu-se extraordinariamente e, amparado pelo reitor, pediu maior presença da polícia no campus, deliberando que um convênio com a Secretaria de Segurança Pública de São Paulo seria redigido.
O convênio não chegou a ser debatido pela comunidade universitária. O Conselho Gestor é formado por diretores das faculdades e por uma parcela reduzida de alunos e servidores, que regimentalmente não devem ultrapassar 20% dos membros do conselho. Apenas no dia 8 de setembro, tal texto foi assinado pelas duas contrapartes, USP e SSP-SP.
Noticiou-se pelos veículos oficiais da universidade que o convênio se basearia em princípios de "policiamento comunitário", considerando as peculiaridades do ambiente universitário e sendo um modelo de integração entre polícia, professores, alunos e funcionários. Foi divulgado, igualmente, a criação de um Fórum da Cidadania pela Cultura da Paz. O texto do convênio, porém, não reflete o que foi propagandeado e nem sequer cita tais fóruns de cunho pacifista.
Após a aprovação do convênio, o Diretório Central dos Estudantes, composto  à época sobretudo por militantes do PSOL, publicou uma nota de repúdio. O DCE Livre da USP defendeu uma solução alternativa para a segurança na USP, por meio da criação de uma guarda universitária treinada em direitos humanos, pela ocupação do espaço e por meio de investimentos na iluminação do campus. Outros ramos do Movimento Estudantil próximos ao PSTU e e ao PCO demonstraram descontentamento com a solução encontrada pela Reitoria e tentaram articular ações de protesto.

### Incidentes de 27 de outubro e invasão do prédio da Administração da FFLCH
No final de outubro de 2011, a Polícia Militar iniciou uma série de abordagens no campus Butantã, inclusive na Biblioteca Florestan Fernandes, da Faculdade de Filosofia, Letras e Ciências Humanas. No dia 27 de outubro de 2011, três alunos portando 21,8 gramas de maconha foram abordados por um policial no estacionamento do prédio de História e Geografia da FFLCH. Após a abordagem dos três estudantes no período da tarde, alunos da FFLCH começaram a protestar contra a ação da Polícia Militar.  Professores também participaram das primeiras discussões. Por volta das 19 horas, os policiais militares mobilizaram cerca de 20 viaturas visando intimidar os manifestantes. Jornalistas, que chegaram pelo menos seis horas após o início dos acontecimentos, alegaram ter sido agredidos por alunos e policiais, muitos dos quais atuavam sem identificação.
Em meio à confusão, a chefe do Departamento de História e a diretora da FFLCH, Sandra Nitrini, foram convocadas. Nitrini tentou encontrar uma saída negociada, pedindo que os policiais entregassem a competência do caso à administração da FFLCH. O DCE Livre da USP considerou que seria mais adequado permitir que os policiais militares levassem os alunos para assinar um termo circunstanciado. Outros ramos do movimento estudantil optaram por uma política de defesa dos estudantes usuários de maconha, visando impedir seu enquadramento. Diversos setores do movimento estudantil entraram em confronto durante a manifestação. Mais tarde, os alunos foram levados até o prédio da Filosofia e Ciências Sociais, onde foram cercados por colegas contrários ao enquadramento. No entanto, os policiais militares, auxiliados por estudantes pró-negociação, conseguiram retirar os usuários e levá-los à delegacia. Por volta das 23h00, quando a manifestação já estava esvaziada, um aluno levantou um cavalete para colocá-lo entre o carro da polícia e o estacionamento da FFLCH. Um policial militar, sentindo-se ameaçado, reagiu. Logo, os policiais começaram a atacar estudantes com balas de borracha e bombas de gás. Alunos reagiram com paus e pedras. Alunos ficaram feridos e cinco carros da PM foram danificados antes dos policiais se retirarem às pressas do local. Uma Assembleia Geral dos Estudantes de emergência foi convocada, tendo sido votada a ocupação da administração da FFLCH.
Segundo a assessoria da Reitoria, os termos do convênio previam a "repressão às drogas". No entanto, foi denunciado mais tarde que os policiais militares que atuam na USP recebiam dinheiro de traficantes do PCC. De acordo com as denúncias do Departamento de Homicídios e Proteção à Pessoa (DHPP), que se infiltrou na região da São Remo, o PCC paga semanalmente "elevados valores" a policiais militares que atuam na USP.
No dia 1 de novembro de 2011, pouco mais de cem estudantes favoráveis ao convênio com a Secretaria de Segurança Pública e à presença da PM no campus realizaram uma manifestação criticaram a posição da esquerda do movimento estudantil. Os críticos dos manifestantes acusaram-los de "receber mesada" e usar roupas da GAP, disseram que "Universidade não é lugar de fumar maconha" e alegaram que os alunos estariam "admitindo a culpa" ao cobrir o rosto. O estudante Lucas Sorrillo, militante conservador da chapa Reação que à época concorria ao DCE Livre da USP, pediu "desculpas" à Polícia Militar e discursou em carros de som.
No dia 2 de novembro, após negociações com a Congregação da FFLCH, os alunos reunidos votaram pela desocupação do prédio da Administração.  Enquanto a mídia divulgava rumores de que o prédio teria sido danificado por estudantes, uma comissão formada por professores, funcionários e estudantes avaliou que não houvera danos significativos ao imóvel.

## A ocupação
Na mesma Assembleia do dia 2 de novembro, contudo, foi votada a ocupação da Reitoria. O evento gerou controvérsia: enquanto a grande imprensa, o DCE Livre da USP e o PSTU alegaram que a ocupação foi ilegítima, tendo sido votada após o teto da Assembleia Geral dos Estudantes, o PCO, setores do PT, o MNN e a LER-QI alegam que houve manipulação da mesa moderadora e encerramento inadequado dos debates. Após a votação, centenas de estudantes encapuzados invadiram o prédio da Reitoria.
A Reitoria foi à Justiça pedir reintegração de posse já no dia 3 de novembro. No dia 4 de novembro, realizou-se uma reunião  de mediação entre representantes da universidade, representantes dos estudantes e diretores do Sindicato de Trabalhadores da USP. Participaram do encontro dois representantes da Reitoria (o chefe de gabinete do reitor, Alberto Carlos Amadio  e o Superintendente de Relações Institucionais, Wanderley Messias da Costa), dois professores (Jorge Luiz Souto Maior, da Faculdade de Direito do Largo São Francisco e Luiz Renato Martins, da Escola de Comunicações e Artes), dois representantes do sindicato dos funcionários (Marcello Ferreira e Magno de Carvalho), além de seis estudantes. Não houve, contudo, acordo entre as partes. Segundo Wanderley Messias, foi proposta a criação de um grupo de trabalho para "aperfeiçoar" os termos do convênio com a Secretaria de Segurança Pública de São Paulo, e a Reitoria comprometeu-se a analisar alguns processos administrativos movidos contra estudantes. Segundo representantes dos estudantes, a Reitoria não se comprometeu a encerrar os processos administrativos contra os estudantes nem a revogar o convênio. Magno Carvalho, representante dos funcionários, classificou a reunião de negociação como uma "farsa" na qual a Reitoria ditara as regras.
No mesmo dia, a Reitoria determinou o corte no suprimento de água e luz do prédio. Horas depois, um oficial de justiça tentou entregar uma notificação de reintegração de posse aos invasores. Nenhum deles, no entanto, aceitou recebê-la, o que forçou o agente público a ler o documento em voz alta e declarar que os ocupantes estavam informados. De acordo com a juíza que expediu a notificação, a reintegração de posse deveria "ser realizada sem violência, com toda a cautela necessária à situação, mediante a participação de um representante dos ocupantes e da autora para a melhor solução possível, observando a boa convivência acadêmica, em um clima de paz". No entanto, a juíza admitiu o uso de força policial caso os alunos não se retirassem. Além de pedir a saída em 24 horas dos estudantes, a notificação convocava dois representantes dos ocupantes para uma audiência no sábado, dia 5 de novembro, no Fórum Hely Lopes Meirelles.
No dia 7 de novembro, realizou-se mais uma reunião entre as três partes (Reitoria, ocupantes e SINTUSP) também inconclusiva. Nesse dia, o Comandante Geral da PM afirmou que o prazo originalmente estipulado para que os invasores deixassem o prédio havia perdido sua validade, e que seria preciso que a Justiça determinasse uma outra data para a operação de reintegração de posse.

## A reintegração de posse

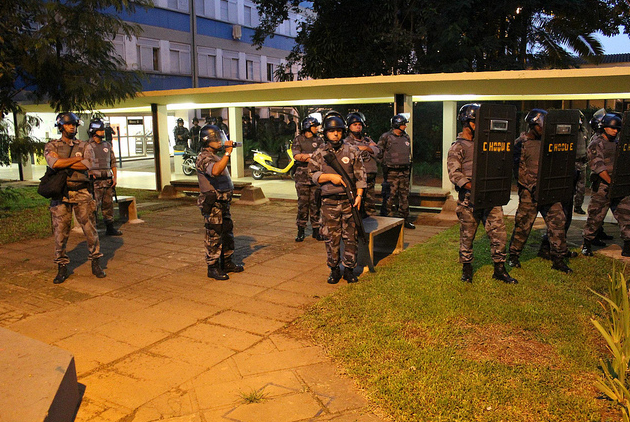
Policiais militares cercam conjunto residencial da USP em operação de reintegração de posse.

Um dia depois, às 5h10 da manhã de 8 de novembro, uma grande operação policial cercou o Conjunto Residencial da USP e a região da Antiga Reitoria, e retirou os estudantes à força. Cerca de 400 policiais da Tropa de Choque, da polícia montada, do Comandos e Operações Especiais (COE), do GATE, além de helicópteros do GRPAe da Polícia Militar de São Paulo cercaram a Reitoria da USP e detiveram 73 pessoas, 63 das quais ocupavam o prédio e 10 por desacato. A Polícia contabilizou 24 mulheres e 49 homens. De acordo com alguns ocupantes entrevistados pelo programa Fantástico, o efetivo utilizado na operação teria sido desproporcional e desnecessário.[carece de fontes?] Os alunos detidos foram levados em ônibus da polícia para a 91ª Delegacia de Polícia, onde um por um foram autuados em flagrante e indiciados por desobediência a ordem judicial. Os invasores puderam sair da DP após o pagamento de fiança, paga com dinheiro arrecadado de simpatizantes por sindicatos de diversas categorias do Estado de São Paulo. Mais de dez sindicatos se envolveram na arrecadação, entre eles, a APEOESP (Sindicato dos Professores Estaduais Paulistas), o Sindicato dos Metroviários, o Sindicato dos Bancários, o Sindicato dos Metalúrgicos de São José dos Campos e o Sindicato dos Trabalhadores do Judiciário Federal.

### Alegações de danos ao patrimônio e porte de coquetéis Molotov
Logo após cumprir a ordem de reintegração da posse, a Polícia Militar expôs à imprensa rojões e sete coquetéis Molotov que teriam sido encontrados dentro da Reitoria e fabricados pelos ocupantes. Também teriam sido encontrados galões com óleo diesel. Os estudantes, contudo, negaram que tenham fabricado tais materiais. De acordo com um dos invasores, o estudante de Letras Rafael Alves, os rojões e o óleo diesel serviriam, respectivamente, como sinalizador em caso da chegada do efetivo policial e como combustível para um gerador de energia. Esse mesmo aluno, porém, afirmou que os coquetéis Molotov foram implantados pela polícia com o objetivo de incriminar os estudantes.
Segundo a Reitoria e a Polícia Militar, o prédio teria sido depredado pelos invasores. No entanto, os alunos alegam que a ocupação foi restrita ao térreo e que a Polícia Militar teria promovido a destruição do prédio durante a operação de reintegração de posse, tendo chutado cadeiras, arrombado portas e quebrado janelas. De acordo com os ocupantes, apenas pichações nas paredes e arrombamento das portas da garagem do térreo seriam obra dos estudantes. O arrombamento de uma garagem foi registrado por câmeras de segurança.

### Denúncias de abuso policial e Investigações
Alunos denunciaram abusos policiais durante a operação de reintegração de posse. Uma aluna alegou ter sido amordaçada, outros alegaram ter sido agredidos por policiais sem identificação. Em nota estudantes alegaram que os policiais os obrigaram a "entrar em salas escuras" onde teriam agredido os estudantes. Ainda segundo os estudantes, os policiais teriam levado todas as mulheres para uma sala fechada e as obrigado a sentar no chão e ficar rodeadas por policiais homens com cassetetes nas mãos. Denúncias de ameaças e intimidações foram as mais comuns. Moradores do Crusp alegam ter sido mantidos em cárcere privado durante a operação de reintegração. A promotoria solicitou abertura de inquérito policial para averiguar possíveis abusos por parte da corporação. O Coronel Álvaro Camilo, Comandante-Geral da Polícia Militar de São Paulo, por seu turno, negou quaisquer violências e agressões, mesmo de cunho psicológico. De acordo com o militar, o comando da operação de reintegração de posse definiu que não seriam usadas bombas e que os policiais não bateriam em seus escudos como forma de intimidação. No dia 21 de novembro, contudo, o Ministério Público abriu inquérito para investigar a ação da Polícia Militar na desocupação da Reitoria da USP. O Ministério apura as denúncias de que PMs teriam usado bombas de efeito moral, feito ameaças e bloqueado o caminho de estudantes.

## Cobertura midiática
Durante os eventos de 2011, veículos de imprensa como os jornais O Globo, Veja e Folha de S. Paulo envolveram-se em conflitos ideológicos  e os manifestantes. Alguns estudantes acusavam a imprensa de "burguesa" e pediam a saída dos jornalistas.  Profissionais de imprensa e estudantes também entraram em confrontos físicos: no dia 7 de novembro de 2011, cinegrafistas agrediram dois estudantes que teriam dado um tapa no microfone de uma repórter.  Após um tumulto, o fotógrafo Cristiano Novais teria agredido alguns alunos que estavam no seu caminho. Jornais se referiram aos alunos usando expressões depreciativas, como "baderneiros", "aloprados", etc. Sem motivo aparente, O Estado de S. Paulo relatou que os alunos da ocupação carregavam "latinhas de cerveja". Apesar da própria polícia militar ter dito que o protesto fora pacífico, a revista Veja disse que um taxista teria sido agredido, o que não foi confirmado por nenhum outro portal de notícias.
A imprensa, por sua vez, denunciou agressões sofridas por profissionais de comunicação. Segundo O Estado de S. Paulo, jornalistas e fotógrafos foram agredidos nos confrontos do final do dia 27 de outubro. No dia 8 de novembro, o mesmo jornal voltou a denunciar agressões a jornalistas do SBT e da TV Record. Em editoriais, os maiores jornais do país demonstraram apoio à presença da Polícia Militar no campus segundo os termos firmados pelo convênio. Em editorial veiculado pelo jornal e pela Reitoria, a Folha de S. Paulo disse que presença de policiais militares no campus da USP seria necessária e não ameaçaria em nada a liberdade de ensino e de pesquisa, classificando seus críticos de "grupelhos" e de "paranoica minoria". No entanto, o mesmo jornal também questionou a ação da PM do dia 27 de outubro, afirmando que a polícia deveria se ocupar de problemas mais urgentes do que o consumo de drogas por universitários. Segundo pesquisadores do Datafolha, "A manifestação recente de estudantes da USP não é a brincadeira de criança que se tenta desenhar. Não se restringe ao debate sobre legalização das drogas ou estratégias de segurança pública. É um sintoma sério de crise democrática".
Segundo denúncias publicadas pelo Jornal do Campus, os jornalistas da grande imprensa que cobriam o caso teriam um acordo com a Polícia Militar para "filmar o espetáculo", buscando ainda fotografar o rosto dos alunos invasores para facilitar posteriores processos administrativos. Alunos da Escola de Comunicações e Artes acusaram a imprensa de reproduzir estereótipos e de praticar "antijornalismo" e tentar manipular a opinião pública. Essa posição foi corroborada pela então Ombudsman da Folha de S. Paulo, Suzana Singer, que acusou a imprensa de não investigar e desfazer preconceitos.

## Consequências

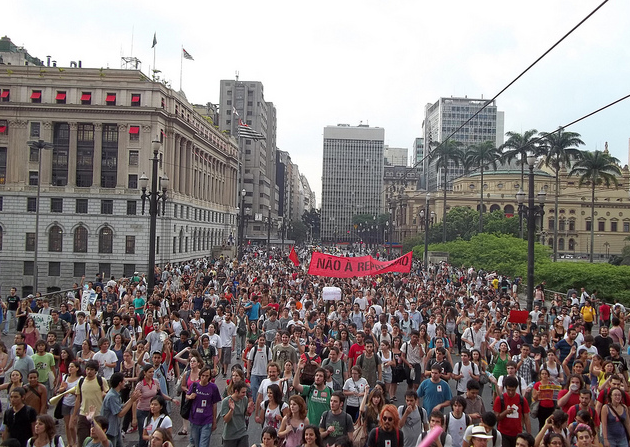
Alunos protestam no centro de São Paulo contra convênio SSP-USP e operação de reintegração de posse.

### Críticas públicas
Após os primeiros conflitos na USP, o ex-presidente Fernando Henrique Cardoso criticou a atuação da Polícia Militar e a maneira pela qual as autoridades lidaram com a crise. Além disso, considerou equivocado o tratamento dispensado aos alunos e afirmou que "a repressão faz mais mal do que o uso da maconha". Alguns criminalistas também criticaram a política de repressão empregada pelas autoridades. No dia 24 de novembro de 2011, cerca de 2 mil pessoas realizaram um protesto na Avenida Paulista no qual criticaram o reitor e a repressão policial. Os alunos negaram a relação entre os protestos e o movimento pela legalização da maconha.
Críticas também recaíram sobre a estrutura de poder da universidade. Estudantes, professores e pesquisadores criticaram o autoritarismo da Reitoria e pediram mais democracia. Em nota do dia 10 de outubro, cerca de 250 pesquisadores da USP repudiaram a presença da Polícia Militar e relataram que "o que está em jogo é a incapacidade das autoritárias estruturas de poder da universidade de admitir conflitos e permitir a efetiva participação da comunidade acadêmica nas decisões fundamentais da instituição". No final de fevereiro de 2012, ao menos 231 professores da Universidade de São Paulo, dentre os quais Vladimir Safatle, Marilena Chauí e Fábio Konder Comparato, assinaram um manifesto em que criticavam a Reitoria e pediam o fim dos processos administrativos contra os alunos detidos após a ocupação da Reitoria. O manifesto também pedia a democratização da USP.

### Segurança nocampus
Após a reintegração de posse, em entrevista à Globo, João Grandino Rodas desqualificou o movimento dos estudantes que haviam ocupado a Reitoria, acusando-o de ser partidário, minoritário, radical e violento. A despeito dos protestos dos estudantes, a Reitoria avançou com o projeto de instalação uma base móvel da PM no campus. Posteriormente, o reitor também deu entrevistas alegando não ter a intenção discutir mais a questão.

### Greve geral e eleições do DCE Livre da USP
A ocupação e posterior reintegração de posse do prédio da Reitoria ocorreu em meio à campanha eleitoral para a escolha da diretoria do DCE Livre da USP, participando do aprofundamento a cisão entre os estudantes que se avolumava desde 2009, quando uma primeira chapa de direita se organizou na universidade. Segundo o Datafolha, mais de metade dos alunos da USP (55%) reprovou o excesso de força empregado pela Polícia Militar na reintegração de posse. Ainda segundo as pesquisas de opinião, os estudantes ficaram divididos quanto à necessidade da ação. E embora 58% dos alunos aprovassem o convênio USP-SSP, uma boa parte dos entrevistados (36% da comunidade)  rejeitava seus termos, assim como uma larga maioria (70%) dos alunos da FFLCH, a maior unidade da USP.
Na noite do dia 8, uma Assembleia Geral dos Estudantes foi convocada e, com cerca de 4 mil alunos, votou por uma greve geral. Outras assembleias retificaram essa decisão até o começo de 2012. Após a operação policial, manifestantes de várias correntes políticas se uniram contra o convênio USP-SSP. No dia 10 de novembro uma manifestação de 3 mil pessoas foi realizada no centro de São Paulo. Os cursos que chegaram a entrar em greve foram: Ciências Sociais, Filosofia, História, Geografia, Letras, Arquitetura, Design, Comunicação, Artes, Relações Internacionais, Pedagogia e Biologia.
A greve estudantil de 2011-2012 foi pretexto para impedir que as eleições de DCE Livre da USP fossem realizadas no prazo previsto. Uma Assembleia Geral dos Estudantes realizada no dia 17 de novembro de 2011 votou pela postergação das eleições para março de 2012. Isso ocorreu faltando cinco dias para a data original do pleito, de 22 a 24 de novembro. Segundo membros da chapa Reação, declaradamente de direita, tal decisão contrariaria o X Congresso dos Estudantes da USP e o estatuto do DCE Livre da USP, que diz que decisões referentes às eleições são prerrogativa exclusiva do Conselho de Centros Acadêmicos, constituindo um "golpe". A justificativa de Renan Theodoro, diretor do DCE Livre da USP, na defesa da mudança da data é que "adiamento é um caso omisso no Regimento. O CCA seria responsável pela data e organização geral das eleições, porém não há escrito um posicionamento definitivo sobre como proceder em caso de adiamentos"
Em 26 de novembro, dois dias depois da data originalmente prevista para a votação, o Conselho de Centros Acadêmicos reuniu-se na Faculdade de Saúde Pública e sancionou o adiamento das eleições, que já não haviam ocorrido. O mesmo CCA deliberou que, após dia 11 de dezembro de 2011, uma gestão interina composta por alguns Centros Acadêmicos passaria a gerir o DCE Livre da USP até a eleição de uma nova diretoria. A chapa Reação explorou os acontecimentos para obter maior apoio eleitoral, o que segundo alguns teria forçado as chapas de esquerda a adotar uma postura defensiva. Seria por conta desse fato que o grupo Território Livre, do Movimento Negação da Negação, teria saído da chapa 27 de Outubro e defendido voto crítico na chapa Não Vou Me Adaptar!, composta por PSOL e PSTU, e que acabaria vitoriosa.
| Chapa | Chapa                       | Grupos Políticos                               | Votos | %     |
| ----- | --------------------------- | ---------------------------------------------- | ----- | ----- |
|       | Não Vou Me Adaptar!         | PSTU, PSOL (MES e CSOL), Independentes         | 6964  | 53,0% |
|       | Reação                      | PSDB, PV, Independentes                        | 2664  | 20,3% |
|       | Universidade em Movimento   | APS, ex-integrantes do PCB, PCR, Independentes | 2579  | 19,6% |
|       | 27 de Outubro               | LER-QI, PCO, POR, Independentes                | 503   | 3,8%  |
|       | Quem Vem Com Tudo Não Cansa | PT, Independentes                              | 250   | 1,9%  |
|       | Branco                      | Branco                                         | 43    | 0,3%  |
|       | Nulo                        | Nulo                                           | 136   | 1,0%  |

### Processos Administrativos
Após a reintegração de posse e posterior registro dos invasores perante a Polícia Civil, os alunos envolvidos diretamente no ocorrido passaram a responder processos administrativos da universidade. Os estudantes passaram a receber ofícios convocando-os a depor em abril de 2012. Cada aluno foi julgado por uma comissão processante composta por por três professores de unidades diferentes das quais os discentes fazem parte. À época das detenções, temia-se que a universidade utilizasse  contra os estudantes o decreto 52.906 do Regimento da USP, aprovado ainda no regime militar, e que prevê a eliminação do corpo discente de alunos que cometam faltas consideradas graves. Devido a isso, a partir da reintegração, a Adusp e o DCE Livre da USP intensificaram as críticas ao possível uso do antigo decreto, sendo apoiados pela juíza Kenarik Boujikian Felippe, da Associação dos Juízes para a Democracia.
Apesar dos temores, no entanto, os estudantes processados receberam penalidades leves, totalizando no máximo quinze dias de suspensão.